# Comuna Frecăței, Tulcea
Frecăței este o comună în județul Tulcea, Dobrogea, România, formată din satele Cataloi, Frecăței (reședința), Poșta și Telița.

## Demografie
Componența etnică a comunei Frecăței
     Români (92,06%)
     Alte etnii (0,67%)
     Necunoscută (7,26%)
Componența confesională a comunei Frecăței
     Ortodocși (91,54%)
     Alte religii (0,82%)
     Necunoscută (7,64%)
Conform recensământului efectuat în 2021, populația comunei Frecăței se ridică la 3.415 locuitori, în scădere față de recensământul anterior din 2011, când fuseseră înregistrați 3.426 de locuitori. Majoritatea locuitorilor sunt români (92,06%), iar pentru 7,26% nu se cunoaște apartenența etnică. Din punct de vedere confesional, majoritatea locuitorilor sunt ortodocși (91,54%), iar pentru 7,64% nu se cunoaște apartenența confesională.

## Politică și administrație
Comuna Frecăței este administrată de un primar și un consiliu local compus din 13 consilieri. Primarul, Marian Naiman[*], de la Partidul Social Democrat, este în funcție din 2012. Începând cu alegerile locale din 2024, consiliul local are următoarea componență pe partide politice:
|  | Partid                    | Consilieri | Componența Consiliului | Componența Consiliului | Componența Consiliului | Componența Consiliului | Componența Consiliului | Componența Consiliului | Componența Consiliului | Componența Consiliului |
|  | ------------------------- | ---------- | ---------------------- | ---------------------- | ---------------------- | ---------------------- | ---------------------- | ---------------------- | ---------------------- | ---------------------- |
|  | Partidul Social Democrat  | 8          |                        |                        |                        |                        |                        |                        |                        |                        |
|  | Partidul Național Liberal | 5          |                        |                        |                        |                        |                        |                        |                        |                        |